# Rudolf Stählin
Rudolf Gottlieb Otto Konrad Stählin (* 15. Mai 1911 in Egloffstein; † 30. Oktober 2006 in München) war ein deutscher lutherischer Theologe.
Stählin wurde als Sohn des Pfarrers, Theologieprofessors und späteren Bischofs Wilhelm Stählin und dessen Frau Emmy, geb. Thäter, geboren. Er studierte Evangelische Theologie und wurde 1941 in Erlangen promoviert. Er war als Pfarrer tätig und war wie sein Vater in der Bekennenden Kirche aktiv.
Stählin gehörte zum Gründerkollegium der Augustana-Hochschule Neuendettelsau. Von 1947 bis 1956 war er dort Professor für Neues Testament und Alte Kirchengeschichte mit Schwerpunkt auf der Liturgiegeschichte. Anschließend arbeitete er bis zum vorzeitigen Ruhestand 1970 als Pfarrer und Psychoanalytiker in München.
Der Musiker und Kabarettist Christof Stählin war sein Sohn.

## Publikationen (Auswahl)
- Evangelium und Tradition in der Geschichte des Book of Common Prayer. (Diss.), Erlangen 1941.
- Die Geschichte des christlichen Gottesdienstes von der Urkirche bis zur Gegenwart. In: Leiturgia. Handbuch des evangelischen Gottesdienstes. Band 1. Kassel 1952, S. 1–80.
- Der Weg der Taufe. Berlin 1954.
- als Hrsg. mit Oskar Simmel SJ: Christliche Religion (= Das Fischer Lexikon, Bd. 3), Frankfurt am Main 1957.
- Gott ist tot? Eine Herausforderung – zwei Theologen antworten. zusammen mit Heinrich Fries, Südwest-Verlag, München 1968.